# Ciglence
Ciglence este o localitate din comuna Duplek, Slovenia, cu o populație de 307 locuitori.